# 坂元英俊

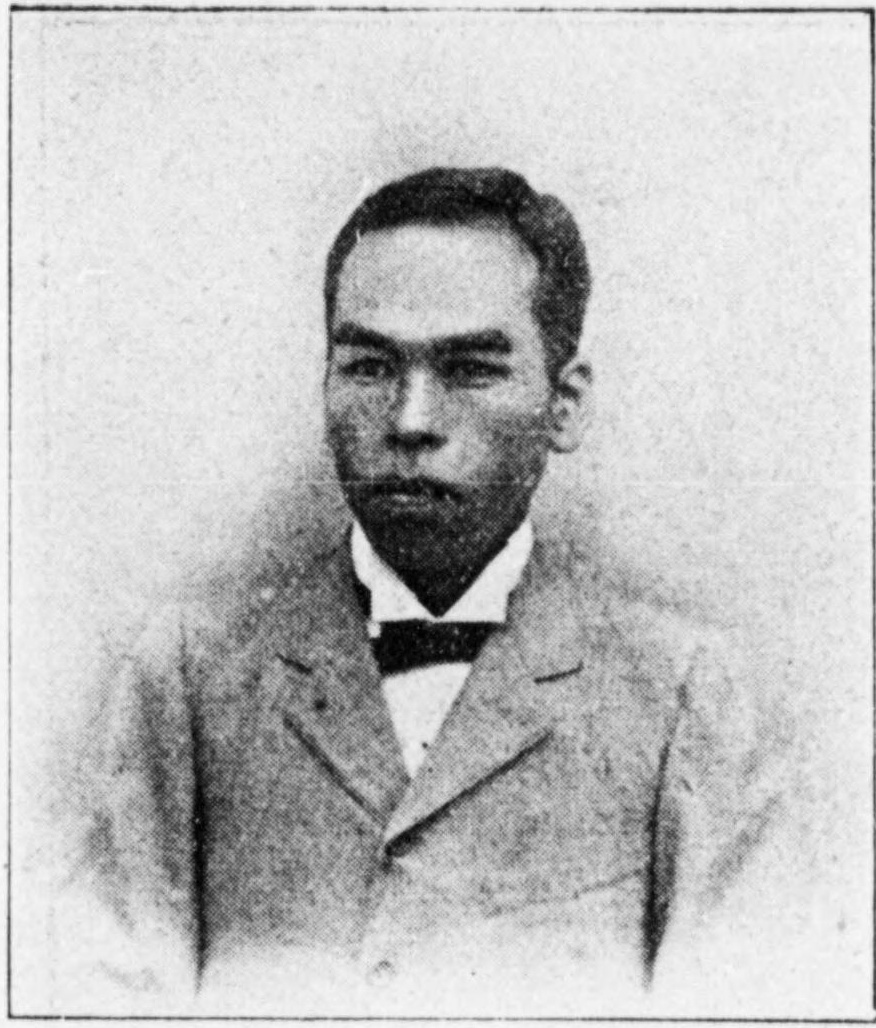
坂元英俊

坂元 英俊（さかもと ひでとし、1863年7月28日（文久3年6月13日）- 1956年（昭和31年）2月14日）は、日本の政治家、衆議院議員（4期）。

## 経歴
日向国諸県郡都城郷西岳村（宮崎県北諸県郡庄内村、西岳村、荘内町を経て現都城市）で生まれた。東京で鱸松塘に学び、さらに慶應義塾で学ぶ。農業を営み、庄内村会議員、宮崎県会議員、同常置委員、徴兵参事員、陸軍省雇員、台湾総督府台中県属、宮崎県畜産組合長、中央事務所長、北諸県郡会議員、県産牛馬組合連合組合長となる。
1902年の第7回衆議院議員総選挙において宮崎県から立憲政友会公認で立候補して当選した。以来当選4回。1912年の第11回衆議院議員総選挙には出馬しなかった。1956年に死去した。